# Rezerwat przyrody Tel Szimron
Rezerwat przyrody Tel Szimron – rezerwat przyrody chroniący zespół leśny akacji Faidherbia albida w otoczeniu wzgórza Tel Szimron, w północnej części Izraela. Stanowi część Parku Narodowego Szimron.

## Położenie
Rezerwat przyrody jest położony wokół wzgórza Tel Szimron (185 metrów n.p.m.) na zachodnim skraju masywu górskiego Hare Nacerat, który zamyka od północy intensywnie użytkowaną rolniczo Dolinę Jezreel w Dolnej Galilei, na północy Izraela. W otoczeniu rezerwatu znajduje się miejscowość Zarzir, moszaw Nahalal, wioska komunalna Timrat, oraz arabska wioska Manszija Zabda.

## Rezerwat przyrody
Rezerwat został utworzony 25 maja 1965 roku na powierzchni 28 hektarów. Chroni on zagajnik akacji Faidherbia albida. Jest to typowe drzewo rosnące na sawannie w Afryce Wschodniej. Tutejszy zagajnik jest najdalej na północ wysuniętym stanowiskiem tych drzew. Naukowcy spierają się nad pochodzeniem tych drzew. Niektórzy uważają, że jest to relikt z miocenu. Inni uważają, że 6 tys. lat temu drzewa rozprzestrzeniły się na północ przez Deltę Nilu i północną część półwyspu Synaj. Tutejsze akacje rosną wśród bazaltowych skał pochodzenia wulkanicznego. Wiosną wśród drzew kwitną różne odmiany zawilców. W 2011 roku rezerwat stał się częścią Parku Narodowego Szimron.

## Turystyka
Teren jest ogólnodostępny, a wśród drzew wytyczono szlaki do pieszych i rowerowych wycieczek. Utworzono także miejsca piknikowe, place zabaw oraz parkingi, które są dostępne także dla niepełnosprawnych przez cały rok. Na szczycie wzgórza Tel Szimron ustawiono wieżę widokową, z której rozciąga się panorama na całą Dolinę Jezreel. Tuż obok jest stanowisko archeologiczne starożytnego miasta Szimron.

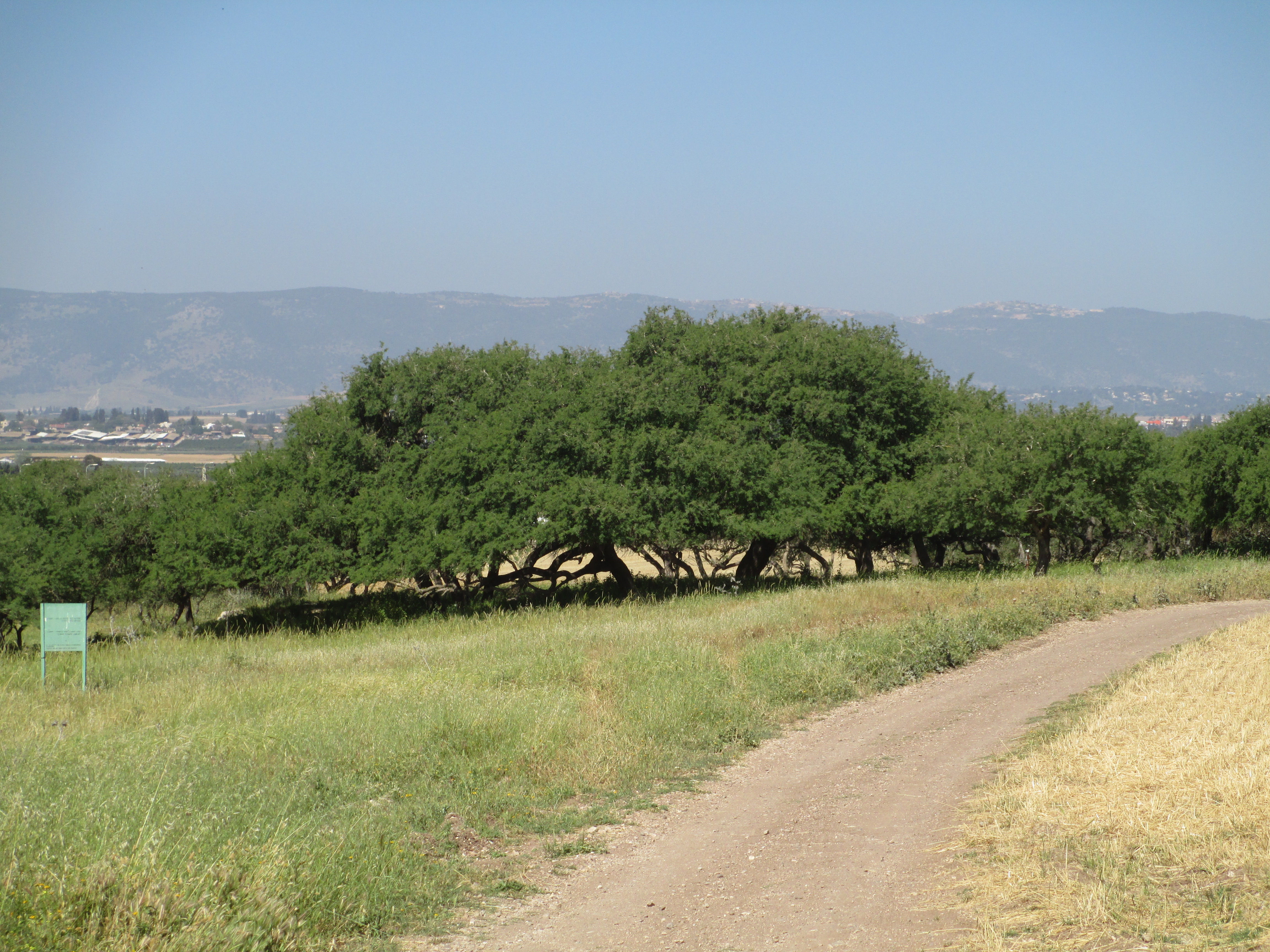
Rezerwat przyrody Tel Szimron